# Cá rồng đen
Idiacanthus atlanticus là một loài cá của họ Stomiidae, tìm thấy trong các đại dương nhiệt đới và ôn đới phía Nam giữa vĩ độ 25 ° N và 60 ° N, ở độ sâu đến 2.000 m. Chiều dài lên tới 53 cm đối với con cái, nhưng chỉ có 5 cm với con đực.